# Interoperabiliteit
Producten, systemen of organisaties zijn interoperabel als ze zonder beperkingen samen kunnen werken. De term wordt vaak gebruikt in de IT (daar ook wel compatibiliteit genoemd), bij de spoorwegen, de medische sector en bij overheidsorganisaties bij onderlinge samenwerking en bij samenwerking met het bedrijfsleven, maatschappelijke organisaties en burgers.
Een woord voor product, systeem,  organisatie, enzovoorts, is entiteit. Voor interoperabiliteit van entiteiten zijn standaarden, protocollen en procedures nodig voor de wederzijdse afstemming van de entiteiten. Bij fysieke entiteiten, zoals producten, apparaten en communicatiemiddelen, impliceert interoperabiliteit ook dat de gebruiker geen speciale moeite hoeft te doen om de entiteit interoperabel te laten zijn.
Interoperabiliteit is noodzakelijk als de samenwerking van entiteiten noodzakelijk is en als de entiteiten autonoom of heterogeen zijn. Netwerken zijn daar een voorbeeld van. Zonder interoperabiliteit functioneert een netwerk niet.

## Soorten interoperabiliteit
Het begrip wordt bijvoorbeeld in de volgende contexten toegepast:

### Technische interoperabiliteit
Apparaten en (deel)systemen zijn interoperabel als zij onderling kunnen communiceren en samenwerken, en als bij vervanging van één of meer van de apparaten of (deel)systemen geen verlies van functionaliteit of prestaties optreedt, óók niet als de vervangende apparaten of (deel)systemen afkomstig zijn van andere leveranciers en/of ontworpen en gebouwd zijn op basis van andere principes. Interoperabiliteit gaat verder dan uitwisselbaarheid, want van uitwisselbaarheid kan al gesproken worden als een apparaat of (deel)systeem vervangen kan worden door eenzelfde entiteit. In praktische zin draait het hier vaak om open interfaces, verbindingsdiensten, dataintegratie en middleware. Een gebied waarop men bij uitstek aan technische interoperabiliteit werkt, is bijvoorbeeld in de ontwikkeling van standaarden voor communicatie, vervoer, opslag en representatie, zoals het World Wide Web Consortium doet. Bij dit werk streeft men ernaar dat individuele standaarden tot nut van de gemeenschap dienen en waar mogelijk convergeren, zodat systemen in de praktijk meer dan één standaard kunnen gebruiken.

### Semantische interoperabiliteit
Hierbij ligt de nadruk op betekenis van de uitgewisselde gegevens; op het accuraat bepalen van de betekenis zodat informatie ontstaat die zinvol is voor de eindgebruikers van beide systemen. Moeilijkheden hierin kunnen bijvoorbeeld optreden wanneer verschillende termen worden gebruikt voor gelijksoortige of identieke concepten, zoals "maker", "auteur", "samensteller", "componist" (vooral wanneer deze begrippen elkaar binnen sommige contexten semantisch overlappen en in andere contexten niet), of andersom: wanneer identieke termen worden gebruikt, waarvan de betekenis in verschillende contexten verschilt. Naast deze terminologische kwesties kan ook onduidelijkheid aan de orde zijn over de gebruiksdoelen van zekere informatie. Zo kan een "adres" voor de één de bedoeling hebben om als bezoekadres gebruikt te worden en voor de ander als postadres.

### Politieke of maatschappelijke interoperabiliteit
Deze aspecten van interoperabiliteit komen in beeld wanneer beslissingen worden genomen om informatie of middelen wijder beschikbaar te stellen, bijvoorbeeld door uitwisseling tussen organisaties zoals bibliotheken en archieven, of tussen organisaties, de overheid en het brede publiek. Om interoperabiliteit te laten functioneren, kan bijscholing en voorlichting of personeelsuitbreiding noodzakelijk zijn. Ook zijn oplossingen nodig voor kwesties als buitensluiting van een deel van de bevolking, wanneer een overheid in toenemende mate digitaal contact heeft met haar burgers. Wat meeromvattend zou je kunnen zeggen dat sociale media, net als mobiele telefonie, een voorname oorzaak zijn van diepgaande en vergaande verschuivingen in de "interoperabiliteit" van mensen.
Juridische interoperabiliteitHierbij gaat het om zaken als samenwerking tussen landen op het gebied van bijvoorbeeld elektronische identificatie en authenticatie, of om wetgeving die er enerzijds voor moet zorgen dat instanties bepaalde gegevens delen met het publiek, of anderzijds, dat gegevens van burgers beschermd zijn en slechts binnen zorgvuldig afgebakende grenzen circuleren. Encryptie en certificaten worden vaak gebruikt om interoperabiliteit in juridische zin te regelen.
Internationale interoperabiliteitDe uitdagingen waarvoor mensen komen te staan op elk van de bovenstaande terreinen, worden uitvergroot wanneer de gewenste interoperabiliteit landsgrenzen overschrijdt. Men krijgt dan te maken met verschillen in technische aanpak, werkmethoden, procedures en organisatiestructuren die vaak diep ingebakken zitten.  Ook puur culturele factoren, zoals gewoonten, verwachtingen en tradities die voortkomen uit verschillende wereldbeelden, spelen hierbij een rol.

## Interoperabiliteit versus Intraoperabiliteit
De term intraoperabiliteit wordt in verschillende contexten gebruikt als aanduiding van principes die op interoperabiliteit lijken. Binnen die diverse contexten kan de term intraoperabiliteit echter iets anders betekenen. Binnen de diverse contexten kan tevens de connotatie van het begrip verschillen. Deze kan ofwel neutraal of negatief of positief zijn.

#### Neutraal
In andere verbanden, bijvoorbeeld de spoorwegen of de krijgsmacht, wordt een ander onderscheid gemaakt en betekent intraoperabiliteit iets anders.
De definitie die het Amerikaanse Marine Corps geeft, luidt als volgt"Tenzij uitdrukkelijk anders vermeld, verwijst [de term] interoperabiliteit naar vereisten en standaarden voor informatie-uitwisseling tussen het Korps Mariniers en andere diensten, externe instanties, of bondgenoten. Anderzijds wordt [de term] intraoperabiliteit gebruikt voor het expliciet aanduiden van vereisten of standaarden binnen het Korps Mariniers."
De definitie van de spoorwegen luidt"Interoperabiliteit is de mogelijkheid om treinen over de spoorwegnetten van meerdere landen te kunnen laten rijden."
"Intraoperabiliteit is de mogelijkheid om treinen over het spoorwegnet binnen een land (hier Nederland) te kunnen laten rijden."
Hier wordt de terminologie gebruikt om onderscheid te maken tussen zaken die nodig zijn voor verbindingen of interactie naar buiten toe en zaken die nodig zijn voor communicatie/vervoer binnen de organisatie ("binnen-lands", wanneer het werkgebied samenvalt met landsgrenzen). Het onderscheid is hier volledig neutraal.

#### Negatief
Wanneer een groot softwarebedrijf (partij A) eigen protocollen en formaten introduceert en deze door zijn marktpositie tot norm kan verheffen, dan versterkt het hiermee zijn centrale, dominante positie. De term intraoperabiliteit heeft hier een negatieve connotatie en impliceert het naar zich toe trekken van de macht.
Om interoperabel te zijn, worden anderen in zo'n geval gedwongen zich te voegen naar de regels van de dominante partij. De protocollen en formaten zullen bovendien altijd het beste werken binnen het centrale software-ecosysteem (van partij A) en zullen minder goed werken wanneer de centrale software niet gebruikt wordt, bijvoorbeeld in de communicatie en interactie tussen een partij B en C.
Het woord intraoperabiliteit wordt in zo'n geval gebruikt om aan te duiden dat hier geen sprake is van aansluiting tussen gelijkwaardige partners, maar dat één partij de regels schrijft en de anderen zich daar (in een inferieure positie) aan moeten aanpassen.
Wanneer er echter open standaarden worden toegepast, staan alle partijen op gelijke basis met elkaar in verband en zijn werkelijk interoperabel. Dit maakt eerlijke concurrentie mogelijk, omdat software op grond van snelheid, betrouwbaarheid, gebruiksvriendelijkheid, enzovoorts, een grotere marktpositie kan veroveren, in plaats van een ongelijk gevecht aan te moeten gaan met software die op basis van zijn gesloten standaarden al een sterkere concurrentiepositie heeft.

#### Positief
In de medische (IT-)wereld wordt de term intraoperabiliteit—behalve in neutrale zin—ook gebruikt in positieve zin, zelfs als begerenswaardig alternatief voor interoperabiliteit. Hier gaat het dan om uitwisseling die "ex post facto" moet worden bewerkstelligd; reeds bestaande systemen die opereren volgens verschillende standaarden, moeten aansluiting vinden op elkaar. Dit scenario doet zich (in aanzienlijk complexere vorm) ook voor binnen de Europese Unie, tussen de verschillende lidstaten.
Interoperabiliteit houdt hierbij dan in dat oplossingen gevonden worden die zich beperken tot de communicatiekanalen tussen de partijen in, terwijl de bestaande standaarden van elke partij worden gehandhaafd. Dat bespaart de partijen het nadeel van interne verandering van functionerende standaarden, maar betekent dat er voor het geheel van communicerende partijen concessies moeten worden gedaan en de interoperabiliteit op deze basis nooit optimaal zal worden.
Intraoperabiliteit houdt hier in dat alle partijen hun interne standaarden in overeenstemming brengen. Dit garandeert een relatief moeiteloze onderlinge uitwisseling in technische zin, maar vergt het bereiken van consensus tussen alle partijen over de gewenste standaarden en het opgeven van reeds bestaande, functionele interne standaarden (met alle consequenties van dien).

## De gewenstheid van interoperabiliteit
Over het algemeen wordt ervan uitgegaan dat interoperabiliteit iets positiefs is. Bij nadere analyse blijkt ook inderdaad dat interoperabiliteit vaak hand in hand gaat met verhoogde innovatie, toegenomen concurrentie, keuze voor consumenten en gebruikersvriendelijkheid. Tevens wordt echter opgemerkt dat het op zich geen voorwaarde is voor alle vormen van innovatie.
De wenselijkheid van interoperabiliteit kan per situatie en tijdstip verschillen. In de meeste gevallen zal het nastreven van interoperabiliteit goed beleid zijn (om bovenvermelde redenen), maar in sommige situaties kan het verstandig zijn om bepaalde restricties in te bouwen.

## Mogelijke nadelen van interoperabiliteit
In bepaalde omstandigheden brengt een grotere interoperabiliteit mogelijkerwijs nadelen met zich mee. Deze nadelen zijn echter geen direct gevolg van interoperabiliteit, maar hangen eerder samen met hetgeen mensen doen met de systemen die interoperabel zijn gemaakt. Ook is het zo dat in de meeste situaties, eventuele nadelen van interoperabiliteit niet opwegen tegen de voordelen.

#### Veiligheid
Een systeem met meer punten waarop er vrije toegang is tot gegevens, is evenredig kwetsbaarder voor beïnvloeding van die gegevens door kwaadwillenden (bijvoorbeeld door het introduceren van corrupte code). Goede informatiebeveiliging is dan ook noodzakelijk.

#### Privacy
De mogelijkheid van verlies van privacy is een van de meest gehoorde klachten wanneer systemen interoperabel worden gemaakt. Er heerst onder deskundigen consensus over de stelling dat het onmogelijk is om een systeem in technisch opzicht volledig "waterdicht" te maken wat privacy betreft. Toename van complexiteit van een interoperabel systeem betekent toename van het risico dat met gegevens onzorgvuldig wordt omgesprongen of dat iemand ze bewust misbruikt. In zo'n geval kunnen organisatorische en/of juridische middelen (zoals de Europese privacywetgeving, of de Nederlandse Wet bescherming persoonsgegevens en de Telecommunicatiewet) indirect bescherming bieden.

#### Homogeniteit
Interoperabiliteit kan leiden tot minder diversiteit in innovatie in een IT-omgeving. Wanneer een bepaald platform waarmee veel systemen interacteren, de standaard wordt, kan innovatie ingeperkt worden tot wat er mogelijk is of "past" binnen dat bepaalde platform.

#### Betrouwbaarheid en verantwoordelijkheid
Wanneer diverse systemen interoperabel zijn, kan een onvolkomenheid in een van die systemen mogelijk problemen geven voor de gebruikers van een ander systeem. In zo'n geval kan het moeilijk zijn voor bijvoorbeeld een klant om het probleem opgelost te krijgen omdat niemand de verantwoordelijkheid wil nemen voor het euvel. Het is voorstelbaar dat zo iemand door verschillende call centers van het kastje naar de muur wordt gestuurd.

#### Bedrijfsmodellen
Voor bedrijven wiens bedrijfsmodel gebaseerd is op het "insluiten" van klanten, zal het overkoepelend implementeren van interoperabiliteit nadelig uitpakken. Van investeringen die gedaan zijn volgens dat bedrijfsmodel, zullen wellicht niet de vruchten kunnen worden geplukt, wanneer "de boel open wordt gegooid". Aanpassingen van het bedrijfsmodel kunnen dan noodzakelijk zijn. De gevolgen hiervan voor het algehele zakelijke ecosysteem hoeven echter allerminst nadelig te zijn, in het bijzonder voor de gebruiker of klant.